# Резонансный триплет
Резонансный триплет — универсальная динамическая система в теории нелинейных колебаний и волн. Необходимыми условиями формирования резонансного триплета в слабонелинейных системах, содержащих подходящую квадратичную нелинейность, являются условия фазового синхронизма
{\displaystyle \omega _{1}=\omega _{2}+\omega _{3};} {\displaystyle {\vec {k}}_{1}={\vec {k}}_{2}+{\vec {k}}_{3},}
где {\displaystyle \omega _{i}} — собственные частоты и {\displaystyle {\vec {k}}_{i}} — волновые векторы связаны дисперсионным соотношением. Эволюционные уравнения для комплексных амплитудных огибающих квазигармонических волн таковы
{\displaystyle {\frac {dA_{1}}{d\tau }}=-\beta \omega _{1}^{-1}A_{2}A_{3};}
{\displaystyle {\frac {dA_{2}}{d\tau }}=\beta \omega _{2}^{-1}A_{1}A_{3}^{*};}
{\displaystyle {\frac {dA_{3}}{d\tau }}=\beta \omega _{3}^{-1}A_{1}A_{2}^{*},}
где левые части системы представляются полными производными вдоль соответствующих характеристик, определяемых групповыми скоростями тройки волн. Здесь {\displaystyle A_{i}} — комплексные амплитуды компонентов этой тройки, {\displaystyle \beta } — коэффициент нелинейности.
Важнейшее свойство резонансного триплета — так называемая распадная неустойчивость высокочастотной компоненты триплета (на несущей частоте {\displaystyle \omega _{1}}) по отношению к малым возмущениям со стороны низкочастотных компонент (на частотах {\displaystyle \omega _{2}} и {\displaystyle \omega _{3}}). При этом полная энергия резонансного триплета сохраняется. Перераспределение энергии между модами резонансного триплета описывается известными частотно-энергетическими соотношениями Менли — Роу.